# Xai-Xai

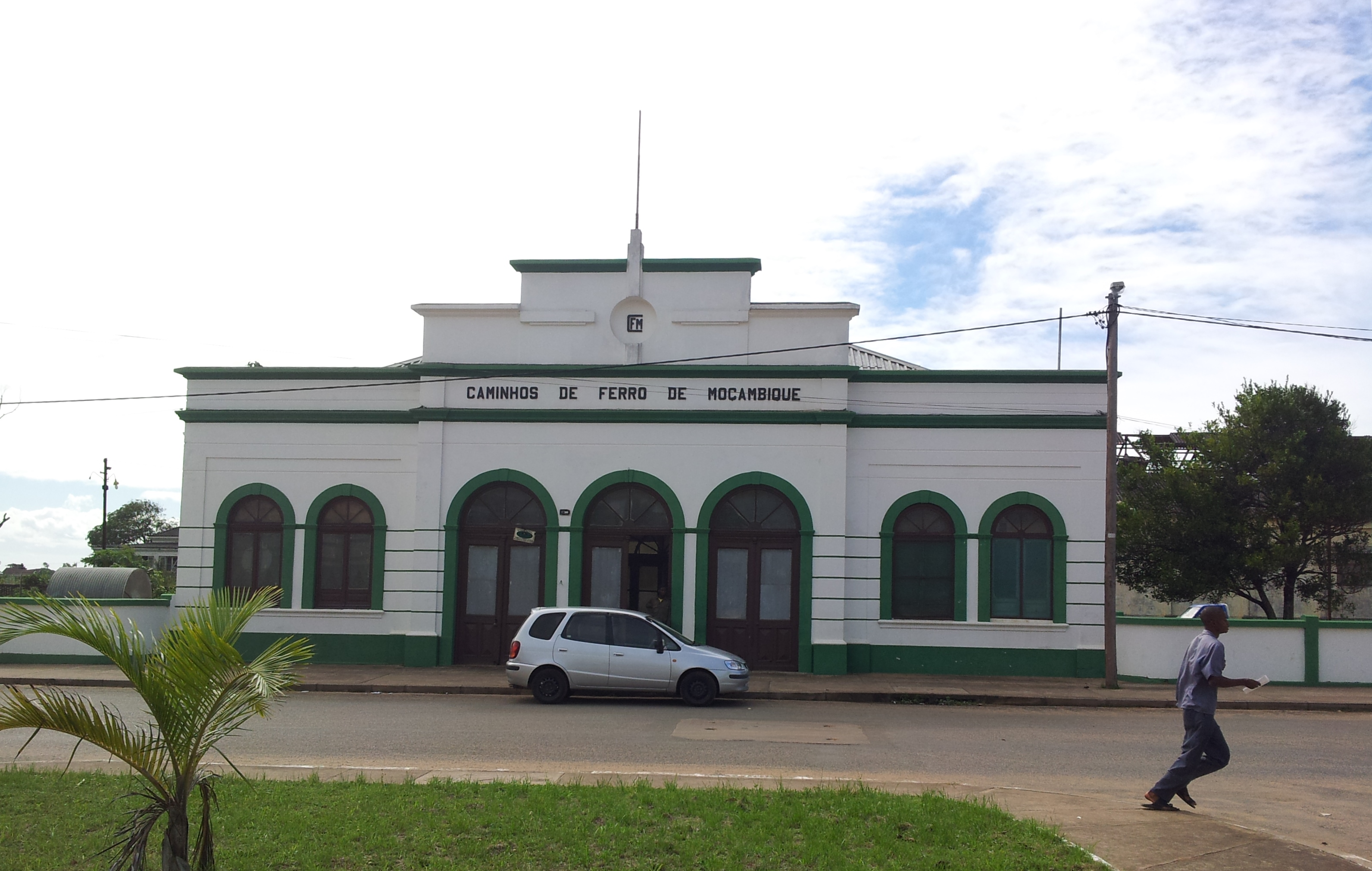
Järnvägsstationen i Xai-Xai.

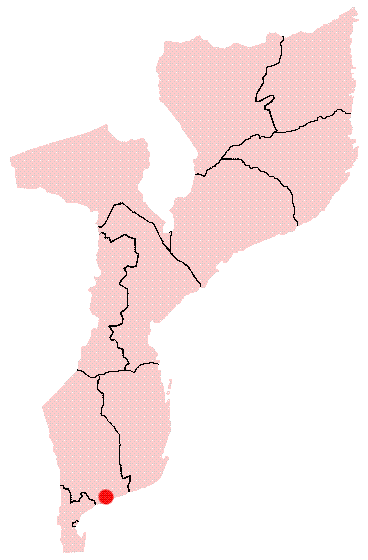
Xai-Xai utmärkt på en karta över Moçambique.

Xai-Xai (före 1975 känd som João Belo) är en stad i södra Moçambique, norr om huvudstaden Maputo. Xai-Xai är huvudort i Gazaprovinsen och beräknades ha 128 946 invånare 2015. Staden är belägen vid floden Limpopo, nära dess mynning i Indiska oceanen. De språk som talas i Xai-Xai är främst portugisiska och tsonga.